# Strangalia dolicops
Strangalia dolicops là một loài bọ cánh cứng trong họ Cerambycidae.